# The Bad Plus Joshua Redman
The Bad Plus Joshua Redman è l'undicesimo album in studio del gruppo The Bad Plus, registrato con il sassofonista Joshua Redman, uscito nel 2015. Il disco contiene composizioni inedite del trio, eccezion fatta per Dirty Blonde e Silence is the Question, già contenuti in Give del 2004 e These Are the Vistas del 2003, e per The Mending e Friend or Foe, entrambe composizioni di Redman. 
La copertina è stata realizzata dallo stesso batterista, Dave King. Il disco è stato ben accolto della critica specializzata.

## Tracce
1. As This Moment Slips Away – 6:52 (Anderson)
2. Beauty Has It Hard – 7:00 (King)
3. County Seat – 3:03 (Iverson)
4. The Mending – 4:10 (Redman)
5. Dirty Blonde – 5:32 (Anderson)
6. Faith Through Error – 3:18 (Iverson)
7. Lack the Faith But Not the Wine – 7:13 (Anderson)
8. Friend or Foe – 8:36 (Redman)
9. Silence is the Question – 13:30 (Anderson)

## Formazione
- Ethan Iverson - pianoforte
- Reid Anderson - contrabbasso
- Dave King - batteria
- Joshua Redman - sassofono